# De Grasse (croiseur)
Pour les articles homonymes, voir De Grasse.
Le De Grasse est nommé ainsi en l'honneur de l'amiral François Joseph Paul de Grasse (1722-1788). son indicatif visuel est C610. C'est la seule unité achevée d'une série de trois croiseurs légers de 8 000 tonnes commandée en 1937-38. Sa construction fut commencée à l'arsenal de Lorient. Il ne fut achevé à Brest qu'après la Seconde Guerre mondiale.

## Histoire
Le De Grasse et ses deux frères, le Guichen et le Chateaurenault, sont une évolution des 6 bâtiments de la classe La Galissonnière qui viennent d'être achevés, avec une amélioration de l'armement antiaérien et une étrave un peu plus large.
Sa construction est arrêtée au début de la guerre, la coque étant presque finie, et il échappe aux divers bombardements du port de Lorient. Les Allemands souhaitent la reprise de sa construction mais les ouvriers vont volontairement travailler à un rythme très lent et vont cacher des matériaux dans le double fond du navire. En 1942 l'occupant décide d'en faire un porte-avions léger, mais le manque de matériaux arrête le projet en 1943. À la libération la coque du navire est trouvée en bon état : la construction est un peu plus avancée qu'en 1940 et la structure n'a été que légèrement endommagée par une bombe, ce qui en soit est un miracle.
Les travaux reprennent à la libération et la coque est finalement mise à l'eau en septembre 1946 pour être remorquée dans un coin du port en attente de son sort. Finalement elle est remorquée en 1951 au port de Brest pour son achèvement sur un nouveau format : un croiseur anti-aérien. Si la coque et les machines restent celles d'origine, tout le reste est de conception nouvelle : superstructures, radars et armement. Le navire fait ses premiers essais à la mer en 1955. Il est admis au service actif le 10 septembre 1956 à Toulon.

## Caractéristiques

### Projet de 1938
- Déplacement : 8 000 tonnes standard, 11 431 tonnes à pleine charge
- Dimensions :
  - longueur : 180,4 m entre perpendiculaires
  - largeur : 18,6 m (flottaison)
  - tirant d'eau : 5,5 m (lège)
- Propulsion : deux groupes de turbines à vapeur, 2 hélices, 4 chaudières, 110 000 ch
- Vitesse : 35 nœuds
- Armement :
  - 9 × 152 mm (3 tourelles triples)
  - 6 × 100 mm (3 tourelles doubles)
  - 8 × 37 mm
  - 8 × 13.2 mm mitrailleuses
  - 6 × 550 mm tubes lance-torpilles
- Protection (blindage)
  - Ceinture : 100 mm
  - Ponts : 38 mm
  - Tourelles : 100 mm
  - Citadelle (passerelle) : 95 mm
- Aviation : 2 catapultes, 2 hydravions
- Équipage : 580 (ou 691 avec un état-major embarqué)

En 1946 une version améliorée est envisagée, avant renforcement de l'armement anti-aérien (remplacement des 37mm par des 40mm Bofors) et un nouveau modèle de canons de 100mm qui est en cours de conception. La tour avant est légèrement revue et les installations pour hydravions supprimées. Finalement ce projet n'abouti pas pour des raisons financières.

### Version réalisée (1956)
- Déplacement : 9 380 tonnes Washington, 11 431 tonnes à pleine charge
- Dimensions :
  - longueur : 188,40 m hors tout
  - largeur : 21,50 m (au fort)
  - tirant d'eau : 6,30 m (à pleine charge)
- Propulsion : deux groupes de turbines à vapeur, 2 hélices, 4 chaudières (timb. 35 kg/cm2 ; surch. 385 °C), 105 000 ch, 120 000 ch aux essais.
- Vitesse : 33,8 nœuds
- Armement (tous canons antiaériens) :
  - 16 × 127 mm (8 tourelles doubles)
  - 20 × 57 mm (10 pseudo tourelles doubles)
  - pas de tubes lance-torpilles
  - pas d'aviation embarquée (une plateforme à l'arrière pour recevoir un hélicoptère léger de liaison)
- Protection (blindage)
  - Ceinture : de 76 mm à 100 mm
  - Ponts : 68 mm
  - Citadelle (passerelle) : 95 mm
- Équipage : (pleine capacité opérationnelle) 980 (70 officiers, 160 officiers mariniers, 750 quartiers-maîtres et matelots) y compris un état-major

## Service
Jusqu'en 1964, ce croiseur antiaérien sera le bâtiment amiral de l'escadre de la Méditerranée à Toulon et participera à de nombreux exercices en Méditerranée, effectuera une croisière aux Antilles en 1957 puis un tour du monde en 1962. En 1960 il subit un grand carénage durant lequel une partie de son armement est démontée, des locaux ajoutés et le radar de veille remplacé par un modèle plus récent. Il reprend alors son rôle en Méditerranée.
À la suite de l'indépendance de l'Algérie la France commence à développer un nouveau centre d'expérimentations nucléaires dans le Pacifique, et la Marine a besoin d'un grand bâtiment pour héberger militaires et ingénieurs civils. Après réflexion c'est le De Grasse, qui de par son âge notamment, est retenu.
Il subit alors une grande refonte à Brest de 1964 à 1966. Le bloc passerelle est élargi, une partie de l'artillerie démontée et un hangar pour hélicoptère ajouté. Un grand mât est également installé à l'arrière pour y amarrer des ballons d'observation. L'artillerie restante est inactive (les tourelles sont soudées) sans aucun personnel pour le manœuvrer ni munition à bord. Ces équipements auraient pu être retirés mais furent conservés pour des raisons de stabilité. Le De Grasse devient ainsi le bâtiment de commandement du Groupe opérationnel des expérimentations nucléaires (G.O.E.N.) pour le Centre d'expérimentation du Pacifique. Il effectue sept campagnes d'expérimentations nucléaires en Polynésie française. C'est à son bord que le général de Gaulle assistera au premier tir sous ballon captif (code Bételgeuse) le 11 septembre 1966 à Moruroa.
Son dernier commandant fut le capitaine de vaisseau Hervé Jaouen.
En 1972, il est mis en réserve à Brest. Rayé des listes le 25 janvier 1974, il est vendu pour démolition à La Spezia en 1976.